# Hein Beniest
Hein Beniest (Antwerpen, 7 januari 1921- Wilrijk, 9 september 2004) was een Antwerps filmregisseur (cineast).
Als cineast was Beniest een autodidact, die in de jaren 50 en 60 verscheidene Vlaamse speelfilms maakte met de bedoeling daarmee de verspreiding van het 'Algemeen Beschaafd Nederlands' (ABN) te bevorderen. Beniest was de oprichter van de zogenoemde ABN-Centrale. 
In 1961 leverde hij reportages af over de eerste en de tweede "Mars op Brussel". Beniest zag in film het geschikte medium om de grote massa voor het gebruik van het ABN warm te maken. Hij filmde met zeer karige middelen en verspreidde zijn werken onder meer via scholen. Uiteindelijk flopten de meeste van zijn films en moest hij wegens gebrek aan middelen het filmen staken.

## Enkele films
Hein Beniest was regisseur van onder meer de volgende films:
- Zomercapriolen (1962)
- Brigands voor outer en heerd (1961)
- Zwervers in het land der dromen (1959)
- Kinderen in Gods hand (1958)
- Moeder, wat zijn we rijk (1957)